# Yeti (band)

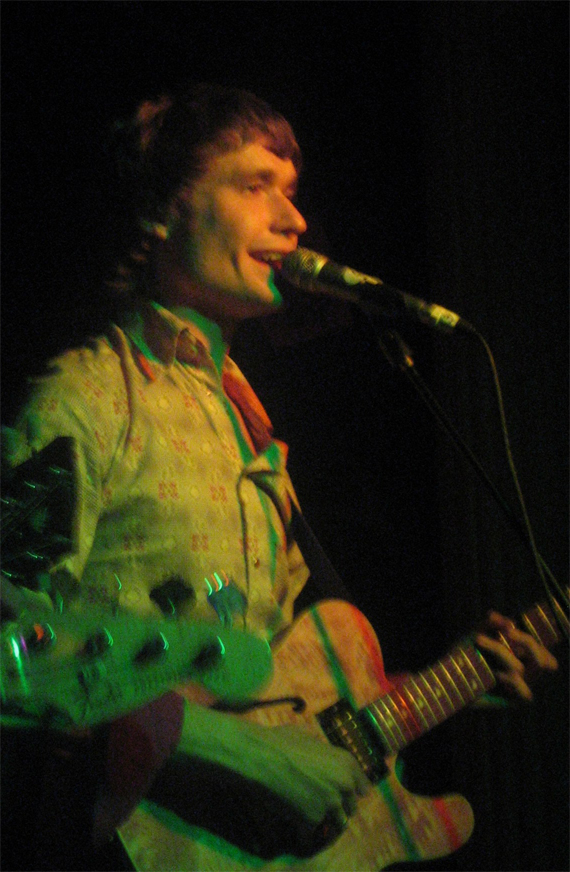
John Hassall

Yeti is een Engelse indieband die is opgericht door John Hassall voormalig lid van The Libertines. De andere bandleden zijn Brendan Kersey, Andrew Deian, Mark Underwood en Graham Blacow. De band is actief vanaf 2004 actief en heeft twee albums, een ep en drie singles uitgebracht. Hun sound wordt vaak vergeleken met het geluid van de vroege Beatles. Het debuutalbum the Legend of Yeti Gonzales kwam uit in 2008, en was het eerste album dat ze naast Japan ook in Engeland hebben uitgegeven. Hiermee hadden ze het meeste succes.

## Discografie

### Studioalbums
- Yume (2004)
- The Legend of Yeti Gonzales (2008)

### Ep's
- One Eye on the Banquet (2006)

### Singles
- Never Lose Your Sense Of Wonder (2005)
- Keep Pushin' On (2005)
- Don't Go Back to the One You Love(2008)